# Distretto di San Gallo
Il distretto di San Gallo (Wahlkreis St. Gallen in tedesco) è un distretto del Canton San Gallo, in Svizzera. Confina con i distretti di Rorschach a est e di Wil a ovest, con il Canton Turgovia (distretto di Arbon) a nord e con il Canton Appenzello Esterno a sud. Il capoluogo è San Gallo.

## Comuni
Amministrativamente è diviso in 9 comuni:
- Andwil
- Eggersriet
- Gaiserwald
- Gossau
- Häggenschwil
- Muolen
- San Gallo (Sankt Gallen)
- Waldkirch
- Wittenbach

### Fusioni
- 1918: San Gallo, Straubenzell, Tablat → San Gallo